# 133 (число)
133 (Сто три́дцять три) —  натуральне число між  132 та  134 .
- 133 день в році — 13 травня (у високосний рік — 12 травня)

## У математиці
- 133 є  непарним складеним тризначним числом.
- Сума цифр цього числа — 7
- Добуток цифр цього числа — 9
- Квадрат числа 133 — 17 689
- 44-те напівпросте число [1]
- Щасливе число

## В інших областях
- 133 рік.
- 133 до н. е.
- 133 — номер служби порятунку в Чилі.
- NGC 133 —  розсіяне скупчення в сузір'ї  Кассіопея.
- МР-133 — гладкоствольна рушницю, що розроблена і випускається серійно на  Іжевському Механічному завод.
- 133 — така частота використовувалася старими зразками процесорів Intel, Ata та ін
- 133 — число штату California міжнародного формату.
- Seat 133 — Especial — автомобіль марки SEAT випущений в 1977 році як сімейний мінівен.